# James Toney
James Nathaniel Toney (24 de agosto de 1968 en Grand Rapids, Míchigan) es un boxeador estadounidense que llegó a ser campeón del mundo de los pesos medios, supermedios, crucero y pesado aunque este último le fue retirado por dopaje.

## Biografía

### Profesional
Toney comenzó su carrera profesional el 26 de octubre de 1988 batiendo a Stephen Lee por un nocaut técnico en el segundo asalto. Un empate poco después ante Sanderline Williams fue el primer revés que sufrió en su carrera aunque lo batió por nocaut tres meses más tarde.
El 10 de marzo de 1989, su entrenador Johnny "Ace" Smith fue asesinado en un bar de Detroit por lo que poco tiempo después se hizo su entrenador Jackie Kallen.
Después llegó a ser campeón del mundo de los pesos medios, supermedios, crucero y dio el salto a la máxima división ante el excampeón Evander Holyfield al que ganó en nueve asaltos por nocaut técnico. Después llegó a ser campeón del mundo de los pesos pesados al ganar a John Ruiz aunque poco tiempo después fue desposeído del título debido a sustancias dopantes encontradas en un control.